# 아이오딘 결핍증
아이오딘 결핍증(Iodine deficiency)은 아이오딘이 결핍되어 나타나는 증상이다. 내륙 지방에서 해산물을 섭취하지 못하고 천일염 대신 암염을 주로 섭취하여 발생한다. 미량 원소로서 갑상샘호르몬을 만들고 지능발달에 필요하다. 한국에서는 오히려 아이오딘을 과잉 섭취하여 갑상샘과다증(갑상선기능항진증)의 확률이 조금 높아지는 것에 대해 우려가 제기되고 있으나 조선민주주의인민공화국에서는 홍수로 염전의 천일염생성이 줄어들어 중화인민공화국에서 암염을 수입하게 되어 어린이 70%에게서  아이오딘 결핍증이 나타나고 있다. 그래서 아이오딘 첨가 소금을 이용하기도 한다. 아이오딘이 결핍되면 갑상샘종 (갑상선기능저하증)이 나타난다.

## 같이 보기
- 아이오딘-아이오딘화 칼륨